# Pojkarnas storslalom i alpin skidåkning vid olympiska vinterspelen för ungdomar 2020
Pojkarnas storslalom i alpin skidåkning vid olympiska vinterspelen för ungdomar 2020 hölls på Les Diablerets Alpine Centre, Schweiz, den 13 januari 2020.

## Resultat
Tävlingen startade med första åket klockan 11:30 och fortsatte med andra åket klockan 14:15.
| Pl. | Nr | Namn                     | Nation                  | Tid 1           | Pl. 1           | Tid 2           | Pl. 2           | Totalt          | Skillnad        |
| --- | -- | ------------------------ | ----------------------- | --------------- | --------------- | --------------- | --------------- | --------------- | --------------- |
| 1   | 1  | Philip Hoffmann          | Österrike               | 1.02,50         | 1               | 1.03,81         | 1               | 2.06,31         |                 |
| 2   | 22 | Sandro Zurbrügg          | Schweiz                 | 1.04,64         | 7               | 1.04,21         | 3               | 2.08,85         | +2,54           |
| 3   | 26 | Luc Roduit               | Schweiz                 | 1.04,68         | 8               | 1.04,21         | 3               | 2.08,89         | +2,58           |
| 4   | 17 | Lukas Ermeskog           | Sverige                 | 1.05,13         | 15              | 1.03,83         | 2               | 2.08,96         | +2,65           |
| 5   | 4  | Adam Hofstedt            | Sverige                 | 1.03,19         | 2               | 1.05,98         | 17              | 2.09,17         | +2,86           |
| 6   | 6  | Sindre Myklebust         | Norge                   | 1.04,43         | 5               | 1.04,82         | 6               | 2.09,25         | +2,94           |
| 7   | 24 | Baptiste Sambuis         | Frankrike               | 1.04,84         | 10              | 1.04,42         | 5               | 2.09,26         | +2,95           |
| 8   | 5  | Vincent Wieser           | Österrike               | 1.04,26         | 4               | 1.05,09         | 9               | 2.09,35         | +3,04           |
| 9   | 20 | Edoardo Saracco          | Italien                 | 1.05,06         | 13              | 1.04,88         | 7               | 2.09,94         | +3,63           |
| 10  | 32 | Jaakko Tapanainen        | Finland                 | 1.04,90         | 11              | 1.05,22         | 10              | 2.10,12         | +3,81           |
| 10  | 27 | Marinus Sennhofer        | Tyskland                | 1.05,05         | 12              | 1.05,07         | 8               | 2.10,12         | +3,81           |
| 12  | 2  | Victor Bessière          | Frankrike               | 1.04,82         | 9               | 1.05,54         | 13              | 2.10,36         | +4,05           |
| 13  | 16 | David Kubeš              | Tjeckien                | 1.05,14         | 16              | 1.05,44         | 12              | 2.10,58         | +4,27           |
| 14  | 13 | Nicolás Pirozzi          | Chile                   | 1.05,17         | 17              | 1.05,62         | 14              | 2.10,79         | +4,48           |
| 15  | 15 | Marco Abbruzzese         | Italien                 | 1.05,32         | 18              | 1.05,78         | 16              | 2.11,10         | +4,79           |
| 16  | 34 | Konstantin Stoilov       | Bulgarien               | 1.05,39         | 19              | 1.05,72         | 15              | 2.11,11         | +4,80           |
| 17  | 28 | Trent Pennington         | USA                     | 1.05,12         | 14              | 1.06,20         | 19              | 2.11,32         | +5,01           |
| 18  | 46 | Bartłomiej Sanetra       | Polen                   | 1.06,59         | 26              | 1.05,26         | 11              | 2.11,85         | +5,54           |
| 19  | 14 | Tiziano Gravier          | Argentina               | 1.04,61         | 6               | 1.07,64         | 25              | 2.12,25         | +5,94           |
| 20  | 37 | Robert Holmes            | Storbritannien          | 1.06,25         | 23              | 1.06,03         | 18              | 2.12,28         | +5,97           |
| 21  | 45 | Eduard Hallberg          | Finland                 | 1.06,47         | 25              | 1.06,37         | 21              | 2.12,84         | +6,53           |
| 22  | 29 | Ty Acosta                | Andorra                 | 1.06,14         | 22              | 1.06,77         | 23              | 2.12,91         | +6,60           |
| 23  | 33 | Louis Masquelier         | Belgien                 | 1.05,60         | 20              | 1.07,39         | 24              | 2.12,99         | +6,68           |
| 24  | 40 | Rok Stojanovič           | Slovenien               | 1.06,70         | 27              | 1.06,54         | 22              | 2.13,24         | +6,93           |
| 25  | 42 | Tvrtko Ljutić            | Kroatien                | 1.07,06         | 30              | 1.06,21         | 20              | 2.13,27         | +6,96           |
| 26  | 43 | Teo Žampa                | Slovakien               | 1.05,98         | 21              | 1.09,03         | 28              | 2.15,01         | +8,70           |
| 27  | 44 | Juan Sánchez             | Spanien                 | 1.06,98         | 29              | 1.08,45         | 26              | 2.15,43         | +9,12           |
| 28  | 47 | Kim Si-won               | Sydkorea                | 1.08,30         | 32              | 1.09,56         | 30              | 2.17,86         | +11,55          |
| 29  | 56 | Gauti Guðmundsson        | Island                  | 1.09,13         | 36              | 1.08,97         | 27              | 2.18,10         | +11,79          |
| 30  | 51 | Derin Berkin             | Turkiet                 | 1.08,94         | 34              | 1.09,67         | 31              | 2.18,61         | +12,30          |
| 31  | 53 | Uglješa Pantelić         | Serbien                 | 1.08,67         | 33              | 1.09,97         | 33              | 2.18,64         | +12,33          |
| 32  | 55 | Taras Filiak             | Ukraina                 | 1.09,56         | 38              | 1.09,19         | 29              | 2.18,75         | +12,44          |
| 33  | 59 | Andrei Tudor Stanescu    | Rumänien                | 1.09,66         | 39              | 1.09,90         | 32              | 2.19,56         | +13,25          |
| 34  | 54 | Joey Steggall            | Australien              | 1.09,09         | 35              | 1.10,48         | 34              | 2.19,57         | +13,26          |
| 35  | 58 | Christos Marmarellis     | Grekland                | 1.11,10         | 41              | 1.10,90         | 35              | 2.22,00         | +15,69          |
| 36  | 61 | Vladislav Shlemov        | Kazakstan               | 1.11,69         | 42              | 1.11,38         | 38              | 2.23,07         | +16,76          |
| 37  | 62 | Joachim Keghian          | Luxemburg               | 1.12,10         | 43              | 1.10,98         | 36              | 2.23,08         | +16,77          |
| 38  | 50 | Tamás Trunk              | Ungern                  | 1.10,98         | 40              | 1.12,20         | 42              | 2.23,18         | +16,87          |
| 39  | 52 | Kristofers Gulbis        | Lettland                | 1.12,87         | 46              | 1.11,26         | 37              | 2.24,13         | +17,82          |
| 40  | 77 | Hans Markus Danilas      | Estland                 | 1.12,74         | 45              | 1.11,51         | 39              | 2.24,25         | +17,94          |
| 41  | 65 | Mirko Lazarevski         | Nordmakedonien          | 1.12,73         | 44              | 1.11,63         | 40              | 2.24,36         | +18,05          |
| 42  | 60 | Ezio Leonetti            | Albanien                | 1.13,85         | 48              | 1.12,01         | 41              | 2.25,86         | +19,55          |
| 43  | 57 | Yi Xiaoyang              | Kina                    | 1.13,80         | 47              | 1.13,64         | 43              | 2.27,44         | +21,13          |
| 44  | 70 | Miguel Almirall Perez    | Hongkong                | 1.14,85         | 50              | 1.14,01         | 44              | 2.28,86         | +22,55          |
| 45  | 68 | Alberto Tamagnini        | San Marino              | 1.14,05         | 49              | 1.14,86         | 46              | 2.28,91         | +22,60          |
| 46  | 63 | Alen Bičakčić            | Bosnien och Hercegovina | 1.15,09         | 51              | 1.14,06         | 45              | 2.29,15         | +22,84          |
| 47  | 72 | Manuel Ramos             | Portugal                | 1.16,59         | 54              | 1.15,48         | 47              | 2.32,07         | +25,76          |
| 48  | 64 | Roham Saba               | Iran                    | 1.15,87         | 52              | 1.18,06         | 50              | 2.33,93         | +27,62          |
| 49  | 76 | Maksim Davydouski        | Belarus                 | 1.17,65         | 55              | 1.16,47         | 48              | 2.34,12         | +27,81          |
| 50  | 69 | Vakaris Jokūbas Lapienis | Litauen                 | 1.16,31         | 53              | 1.17,97         | 49              | 2.34,28         | +27,97          |
| 51  | 71 | Mackenson Florindo       | Haiti                   | 1.19,94         | 56              | 1.22,15         | 52              | 2.42,09         | +35,78          |
| 52  | 67 | Ray Iskandar             | Libanon                 | 1.22,09         | 58              | 1.21,93         | 51              | 2.44,02         | +37,71          |
| 53  | 73 | Natthawut Hiranrat       | Thailand                | 1.21,23         | 57              | 1.27,82         | 53              | 2.49,05         | +42,74          |
| 54  | 18 | Mackenzie Wood           | Kanada                  | 1.06,28         | 24              | Fullföljde inte | Fullföljde inte | Fullföljde inte | Fullföljde inte |
| 54  | 21 | Bautista Alarcón         | Argentina               | 1.09,49         | 37              | Fullföljde inte | Fullföljde inte | Fullföljde inte | Fullföljde inte |
| 54  | 23 | Martin Križaj            | Slovenien               | 1.04,00         | 3               | Fullföljde inte | Fullföljde inte | Fullföljde inte | Fullföljde inte |
| 54  | 30 | Matthew Ryan             | Irland                  | 1.06,80         | 28              | Fullföljde inte | Fullföljde inte | Fullföljde inte | Fullföljde inte |
| 54  | 49 | Harrison Messenger       | Nya Zeeland             | 1.07,08         | 31              | Fullföljde inte | Fullföljde inte | Fullföljde inte | Fullföljde inte |
| 54  | 74 | Thabo Rateleki           | Sydafrika               | 1.30,63         | 59              | Diskvalificerad | Diskvalificerad | Diskvalificerad | Diskvalificerad |
| 54  | 3  | Valentin Lotter          | Österrike               | Fullföljde inte | Fullföljde inte | Fullföljde inte | Fullföljde inte | Fullföljde inte | Fullföljde inte |
| 54  | 7  | Mikkel Remsøy            | Norge                   | Fullföljde inte | Fullföljde inte | Fullföljde inte | Fullföljde inte | Fullföljde inte | Fullföljde inte |
| 54  | 9  | Gian Maria Illariuzzi    | Italien                 | Fullföljde inte | Fullföljde inte | Fullföljde inte | Fullföljde inte | Fullföljde inte | Fullföljde inte |
| 54  | 10 | Daniel Gillis            | USA                     | Fullföljde inte | Fullföljde inte | Fullföljde inte | Fullföljde inte | Fullföljde inte | Fullföljde inte |
| 54  | 11 | Rok Ažnoh                | Slovenien               | Fullföljde inte | Fullföljde inte | Fullföljde inte | Fullföljde inte | Fullföljde inte | Fullföljde inte |
| 54  | 12 | Auguste Aulnette         | Frankrike               | Fullföljde inte | Fullföljde inte | Fullföljde inte | Fullföljde inte | Fullföljde inte | Fullföljde inte |
| 54  | 19 | Oskar Gillberg           | Sverige                 | Fullföljde inte | Fullföljde inte | Fullföljde inte | Fullföljde inte | Fullföljde inte | Fullföljde inte |
| 54  | 31 | Louis Latulippe          | Kanada                  | Fullföljde inte | Fullföljde inte | Fullföljde inte | Fullföljde inte | Fullföljde inte | Fullföljde inte |
| 54  | 35 | Simen Sellæg             | Norge                   | Fullföljde inte | Fullföljde inte | Fullföljde inte | Fullföljde inte | Fullföljde inte | Fullföljde inte |
| 54  | 36 | Jack Cunningham          | Storbritannien          | Fullföljde inte | Fullföljde inte | Fullföljde inte | Fullföljde inte | Fullföljde inte | Fullföljde inte |
| 54  | 38 | Ohra Kimishima           | Japan                   | Fullföljde inte | Fullföljde inte | Fullföljde inte | Fullföljde inte | Fullföljde inte | Fullföljde inte |
| 54  | 39 | Max Geissler-Hauber      | Tyskland                | Fullföljde inte | Fullföljde inte | Fullföljde inte | Fullföljde inte | Fullföljde inte | Fullföljde inte |
| 54  | 41 | Roman Zverian            | Ryssland                | Fullföljde inte | Fullföljde inte | Fullföljde inte | Fullföljde inte | Fullföljde inte | Fullföljde inte |
| 54  | 48 | Maxx Parys               | USA                     | Fullföljde inte | Fullföljde inte | Fullföljde inte | Fullföljde inte | Fullföljde inte | Fullföljde inte |
| 54  | 75 | Nodar Kozanashvili       | Georgien                | Fullföljde inte | Fullföljde inte | Fullföljde inte | Fullföljde inte | Fullföljde inte | Fullföljde inte |
| 54  | 8  | Silvano Gini             | Schweiz                 | Diskvalificerad | Diskvalificerad | Diskvalificerad | Diskvalificerad | Diskvalificerad | Diskvalificerad |
| 54  | 25 | Thomas Hoffman           | Australien              | Diskvalificerad | Diskvalificerad | Diskvalificerad | Diskvalificerad | Diskvalificerad | Diskvalificerad |
| 54  | 66 | Drin Kokaj               | Kosovo                  | Diskvalificerad | Diskvalificerad | Diskvalificerad | Diskvalificerad | Diskvalificerad | Diskvalificerad |